# Pepita Magazin
A Pepita Magazin 2007 óta havi rendszerességgel megjelenő kulturális magazin. Elsősorban zenéről, filmről, kiállításokról és színházról szóló ismeretterjesztő, kulturális cikkeket, valamint interjúkat, de más érdekességet is kínál olvasóinak. Alapítói: Szűcs Balázs és Simándi Etelka.

## Általános jellemzők
A Pepita Magazin indulása óta havi rendszerességgel számol be a színházi világ eseményeiről, valamint képet rajzol kiemelkedő alakjairól. A kultúra minden ágát szeretnék megmutatni. Bár elsősorban a színházzal - ezen belül a zenés darabokkal - és a film világával is foglalkoznak, e mellett a zenészekre és a szerzőkre is figyelmet fordítanak.
2008-ban a tulajdonosi kör úgy döntött, hogy életre hívja a lap nevével fémjelezett Pepita-díjat és minden évben – olvasói szavazatok alapján – elismeri a szakma három kiemelkedő művészét: arany, ezüst és bronz fokozatban. E mellett a minden év decemberében megtartott Pepita-díjátadó gálán a magazin szerkesztősége is „szerkesztőségi” különdíjban részesít egy, általa kiválasztott, arra érdemesnek tartott művészt, illetve a magazint kiadó Trimedio Kiadó Kft. is „kiadói” különdíjat adott át. A Pepita-díj alapítói 2013-ban további két új különdíjról is döntöttek, ezek: az „életmű” és az „50 éve a pályán” különdíj.
2015 áprilisában Simándi Etelka megalapította a Pepita Kiadó Kft.-t, ami a májusi számtól a lap kiadója lett.

## Mottó
A valódi, nemes értékeket közvetítő színházak és színészek estéről-estére kápráztatják el, tanítják vagy nevettetik meg nézőiket, így a magyarországi színjátszás támogatása nagyon fontos feladattá vált.

## Rovatok
- Arc
- Búcsúzunk
- Csapó
- De luxe
- Emlékek
- Életút
- Emlékkép
- Függöny mögött
- Kávézó
- Köztünk élnek
- Kritika
- Ha felmegy a függöny
- Hangok
- Hol vagytok ti régi játszótársak
- Rendező
- Pepita-díj támogatói
- Pepita-gála
- Portré
- Szerintünk
- Táncoló talpak
- Teátrium
- Úton a siker felé
- Viva de la musica
- Szövegkönyv